# Vedat Tek
Mehmet Vedat Tek (محمد وداد in turco ottomano) (Istanbul, 1873 – Istanbul, 1942) è stato un architetto turco.
Ultimo architetto di corte dell'impero ottomano, Vedat Tek è stato insieme a Mimar Kemaleddin una delle due figure guida del Primo movimento architettonico nazionale turco (in turco Birinci Ulusal Mimarlık Akımı).

## Infanzia ed educazione
Di origine cretese-musulmana, Vedat Tek nacque a Istanbul, secondo figlio del governatore della provincia di Baghdad Giritli Sırrı Pascià e della compositrice Leyla Saz. Suo fratello maggiore fu Yusuf Razi Bel (1870–1947), il quale divenne un ingegnere.
Dopo aver finito il Liceo Galatasaray a Istanbul, fu mandato in Francia per l'università. Frequentò l'Académie Julian per studiare pittura e quindi studiò alla École Centrale Paris, laureandosi in ingegneria civile prima si specializzarsi in architettura alla École des Beaux Arts a Parigi. Fu il primo architetto turco a ricevere un'educazione formale occidentale in architettura. Dopo aver completato gli studi di architettura, volle candidarsi alla famosa e tradizionale borsa di studio del Prix de Rome. Nel 1895 riuscì a presentarsi al concorso, al quale non avrebbe potuto partecipare in quanto non francese, con il permesso speciale del presidente francese, e la sua opera fu premiata con l'ordine della Légion d'honneur; quindi studiò a Roma per un anno.

## Carriera

### Primi progetti
Dopo essere tornato in Turchia nel 1897, Vedat Tek contribuì con i suoi progetti alla creazione del Primo movimento architettonico nazionale turco (in turco Birinci Ulusal Mimarlık) insieme con Mimar Kemaleddin. Per qualche tempo lavorò come architetto capo presso il corpo di ingegneria del ministero della guerra. Più tardi, il sultano Mehmed V lo nominò capo architetto di corte.
Egli insegnò anche alla Sanayi-i Nefise Mekteb-i (oggi Università di Belle Arti Mimar Sinan) e alla Mühendis Mekteb-i Alisi (oggi Università tecnica di Istanbul). Vedat Tek fu uno dei primi insegnanti all'Accademia di Belle Arti.

### Architetto del Ministero delle Poste e Telegrafi

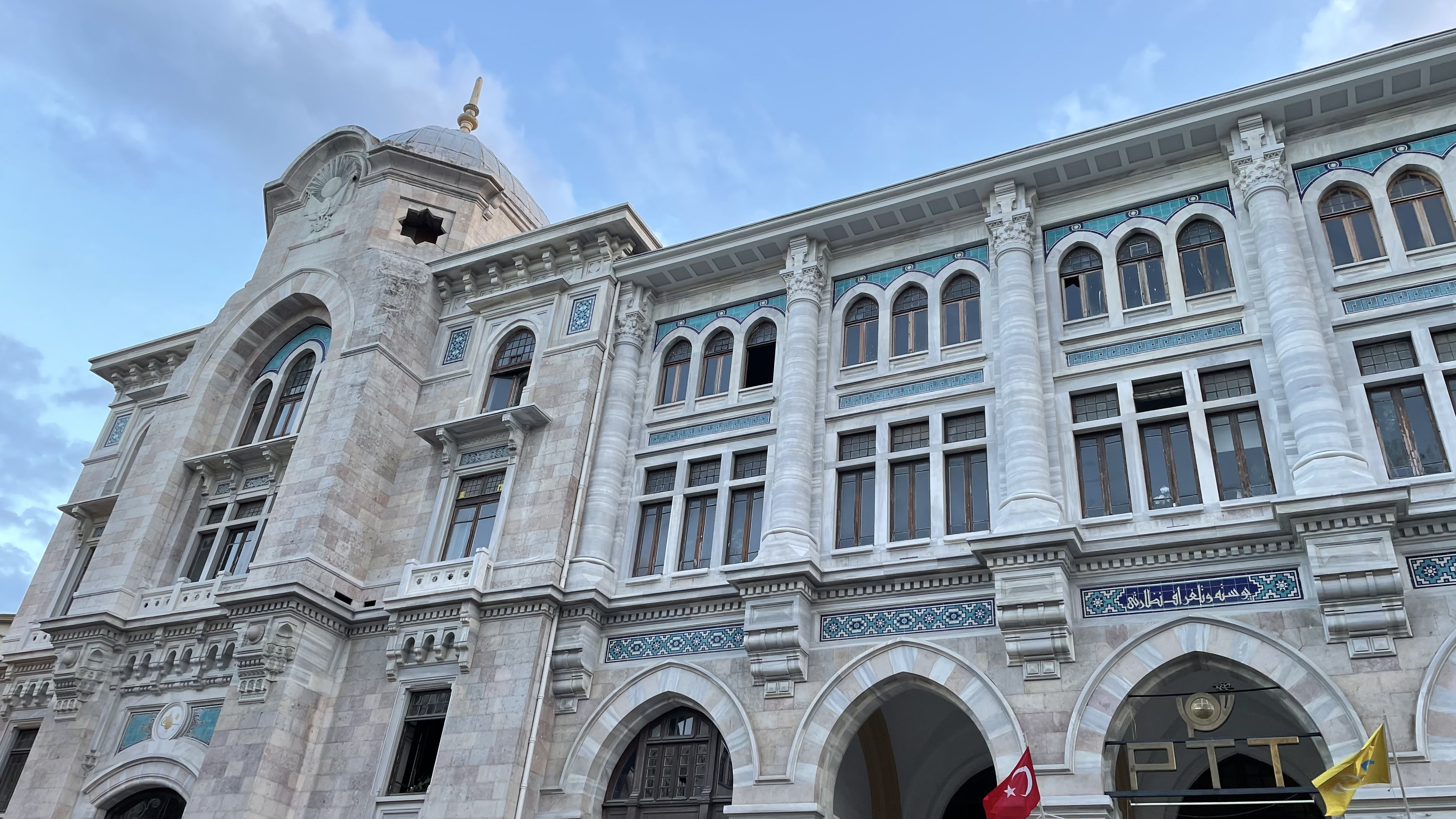
Posta Centrale a Istanbul.

Vedat Tek divenne popolare come architetto a causa del progetto del Palazzo del Governo a Kastamonu (1902), il quale può essere considerato il primo edificio appartenente al primo movimento architettonico nazionale. Egli venne nominato architetto del Ministero delle poste e telegrafi nel 1905. Il suo principale lavoro in questo ruolo fu la Posta Centrale a Istanbul, che fu l'opera più importante della sua carriera di architetto.

### Architetto Capo dei Palazzi Ottomani

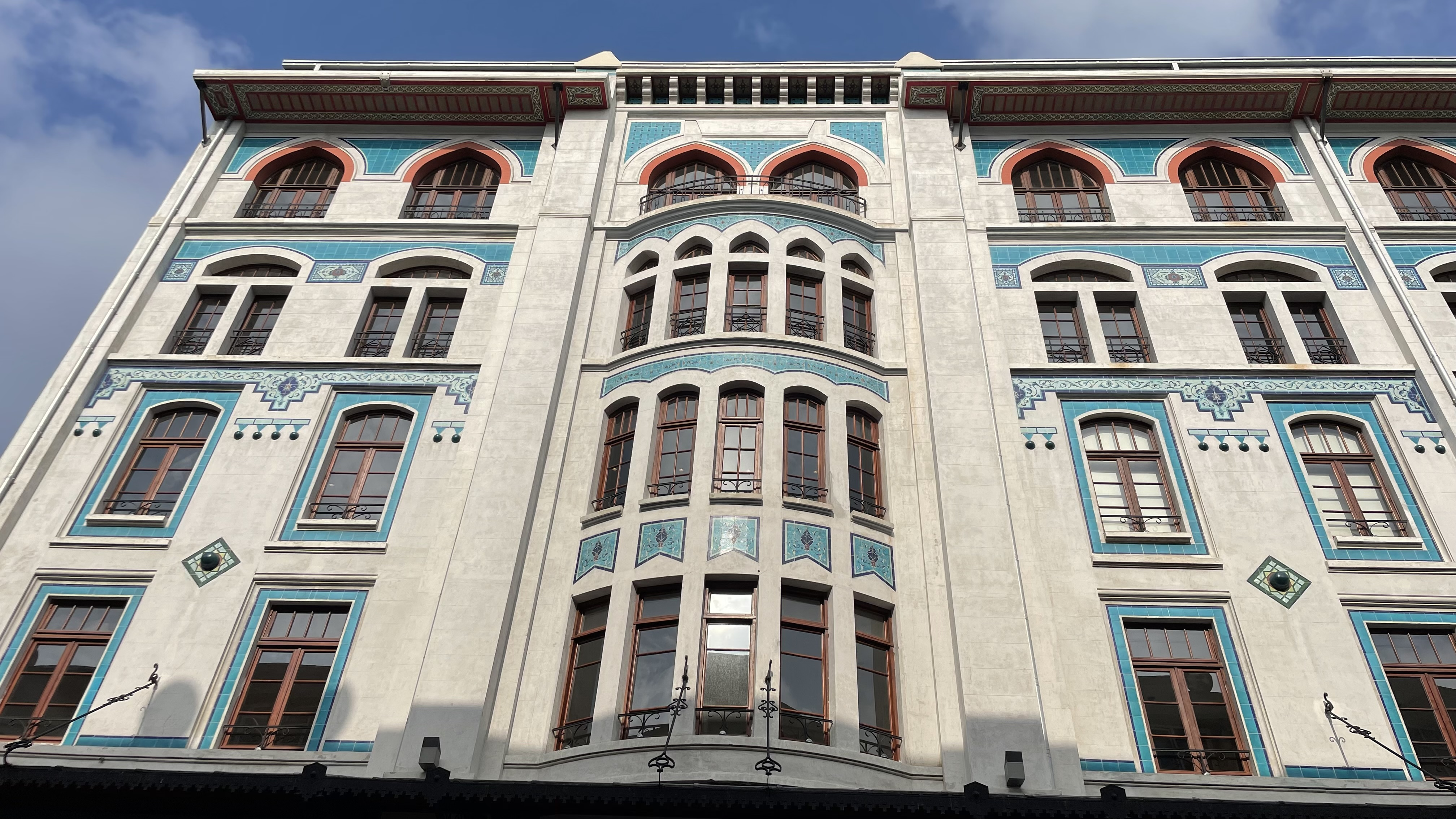
Liman Han a Sirkeci, costruito durante la sua carica di architetto capo dei palazzi Ottomani.

Vedat Tek fu nominato Architetto capo dei palazzi da Mehmed V dopo l'abdicazione del Sultano Abdul Hamid II nel 1909. Come tale, egli restaurò circa 20 palazzi. Tuttavia, egli venne dimesso da Mehmed VI.

### Età repubblicana
Dopo la proclamazione della repubblica di Turchia, Vedat Tek venne chiamato ad Ankara. Lì egli costruì la seconda sede della Grande Assemblea Nazionale Turca  e il Padiglione del Gazi. Mentre egli stava preparando il progetto dell'Ankara Palas, comunque, l'incarico venne dato a Mimar Kemaleddin.

## Vita privata
Vedat Tek era sposato con Firdevs Hanım. Da questo matrimonio nacquero tre figlie.
Vedat Tek morì nel 1942 e fu sepolto nel Cimitero dei Martiri di Edirnekapı ad Istanbul.

## Stile
Il Primo movimento architettonico nazionale fu caratterizzato dalla creazione di progetti completamente nuovi con elementi tratti dall'architettura selgiuchide e ottomana. Gli edifici progettati con questo stile nel paese avevano in comune un ampio tetto sporgente, pannelli di maioliche sulla facciata, grandi finestre ad arco e ornamenti semicircolari aggettanti.
Vedat Tek in particolare era noto per il suo stile architettonico colorato e ornato.

## Progetti ed edifici
- Torre dell'orologio, İzmit (1901)[13]

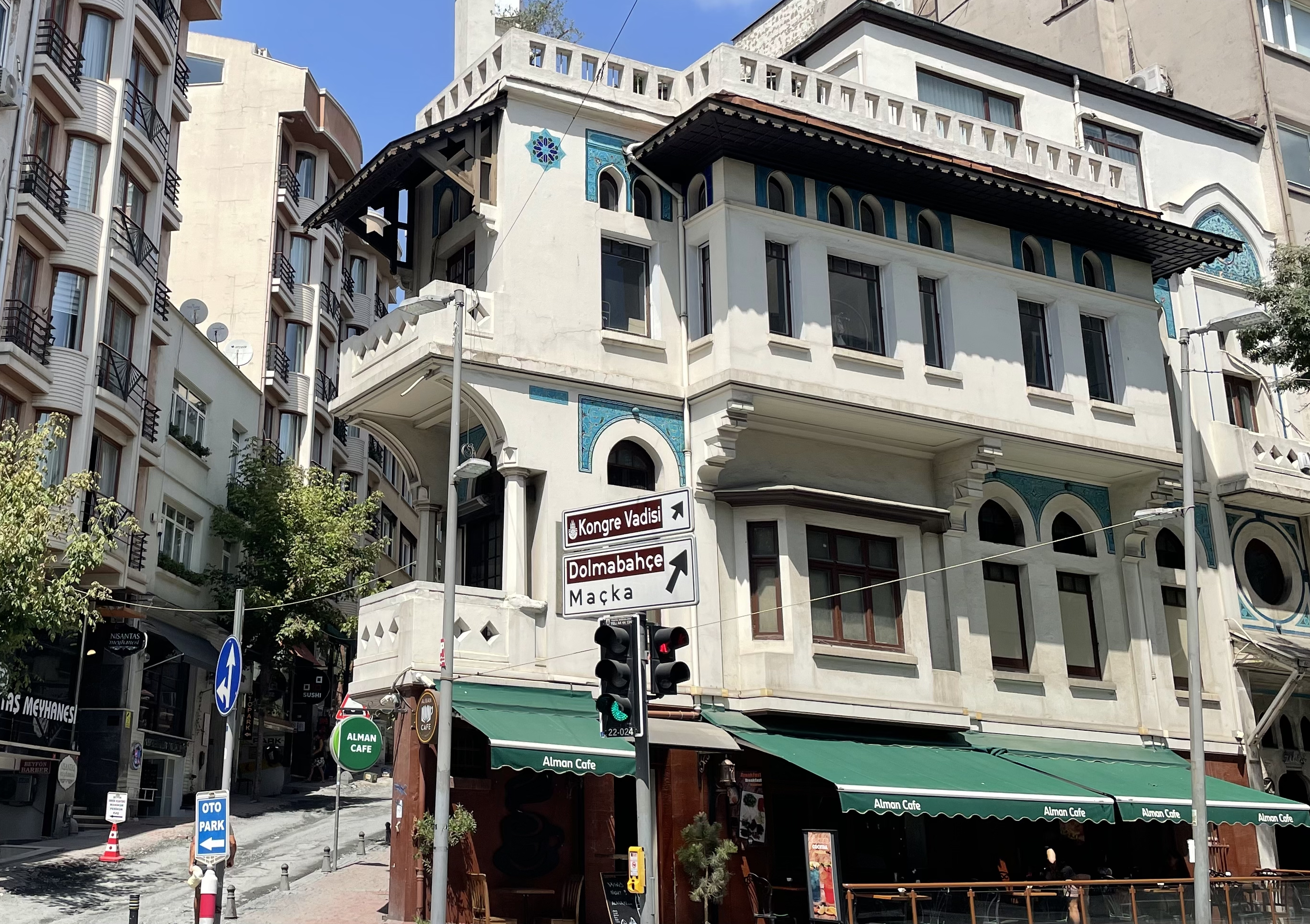
La casa dell'architetto a Nişantaşı, Istanbul.

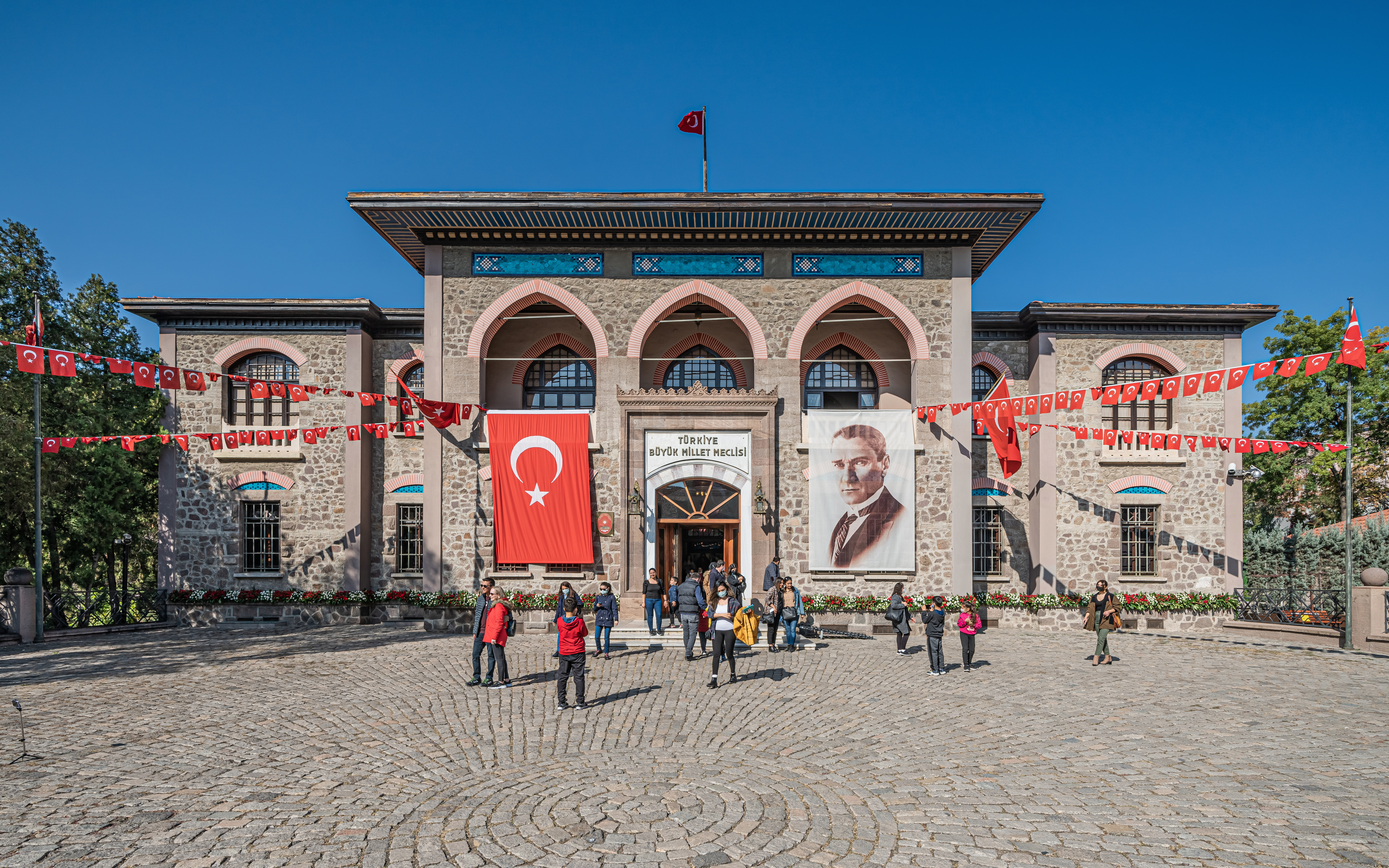
Secondo edificio del parlamento (oggi Museo della Repubblica) ad Ankara. Un esempio del Primo Movimento Architettonico Nazionale.

- Palazzo del Governo, Kastamonu (1901),[8]
- Liman Han, Sirkeci, Istanbul (1912-1914)
- Villa di Cemil Topuzlu, Çiftehavuzlar, Istanbul[14]
- Posta Centrale, Sirkeci, Istanbul (1905–1909),[3][8]
- Edificio della Direzione del Catasto, Sultanahmet, Istanbul (1908),[3]
- Casa di Vedat Tek, Nişantaşı, Istanbul (1913)[15]
- Monumento dei Martiri dell'Aeronautica, Fatih, Istanbul (1914–1916)[16]
- Molo dei traghetti, Haydarpaşa, Istanbul (1915–1917)[17][18]
- Molo dei traghetti, Moda, Istanbul (1917)[19]
- Parco di Doğancılar, Scutari, Istanbul (1920),[20]
- Centro Congressi Haliç, Istanbul (1923)
- Padiglione del Gazi, Çankaya, Ankara (1924),[21]
- Secondo edificio della Grande Assemblea Nazionale Turca, Ankara (1924).[8][9] (usato dal 20 Ottobre 1980 come Museo della Repubblica)[22]
- Ankara Palas, Ankara - Progettato nel 1924 come Ministero della Salute, completato nel 1928 da Mimar Kemaleddin come hotel per i membri del parlamento. Viene oggi usato come foresteria ufficiale.[9]